# قو تشين

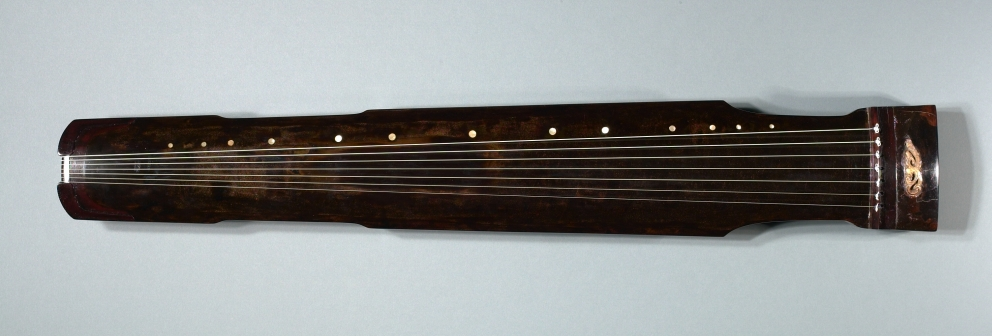

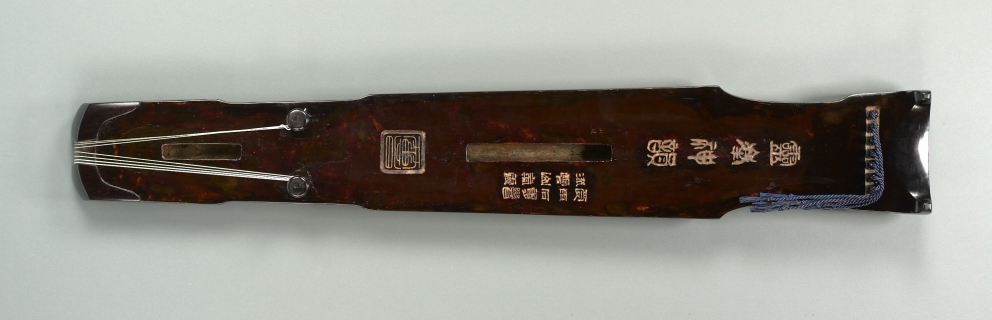

قو تشين (بالصينية: 古琴) هي آلة وترية نقرية صينية قديمة يرجع تاريخها إلى أسرة تشو الملكية قبل أكثر من ثلاثة آلاف سنة. وكان يسميها الصينيون القدماء ب«تشين» أو «ياو تشين».
شكل آلة قو تشين جميل دقيق الصنع، وصوتها عذب جلي ورقيق متغير. اهْتَمَّ الصينيون القدماء بفنون عزفها اهتماما كبيراً، حيث كانوا يستحمون ويغيرون ملابسهم ويشعلون البخور قبل العزف، ثم يجلسون القرفصاء ويضعون الآلة على أفخاذهم أو منضدة خاصة للعزف. وينقرون الأوتار بأيديهم اليسرى لإخراج الصوت ويضغطون على الأوتار بأيديهم اليمنى لإنتاج الأنغام.
وارتبط الأدباء القدماء الصينيون بموسيقى آلة قو تشين ارتباطاً وثيقاً. أوضحت العديد من الوثائق التاريخية أن الأدباء القدماء الصينيين ظلوا مشتركين رئيسيين في موسيقى آلة قو تشين، حيث ساهموا في إبداعها وعزفها وتقييمها ونشرها مساهمة عظيمة.

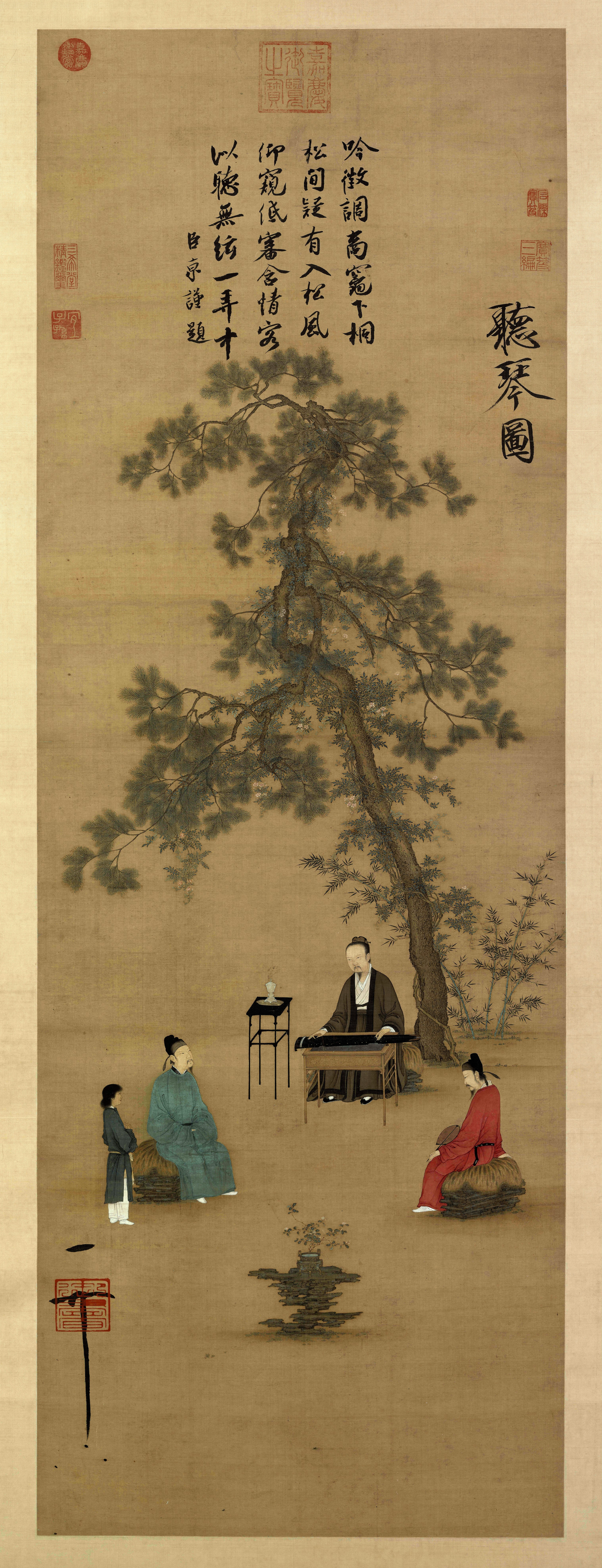

يحتاج صنع آلة قو تشين عالية، ويعتبر فناً خاصاً. فكانت أسرتي تانغ وسونغ الملكيتين عصراً ذهبياً لصنع آلات قو تشين حيث ظهرت آلات قو تشين دقيقة الصنع وجميلة الصوت. ولكن قد ضاع فن صنع آلة قو تشين منذ سنوات، والآلات الباقية من الأسر الملكية السابقة معظمها صنعت من قبل العازفين أنفسهم، فتختلف تركيباتها ومقاييسها. وفي عشرات السنوات الأخيرة أعادت الصين فن صنع آلة قوتشين وأجرت تحسينها، مما جعل هذه الآلة الموسيقية الصينية القديمة مفعمة بالحيوية مرة آخرى.
لآلة قوتشين قوة التعبير عن مشاعر الإنسان مثل الفرحة والسعادة، والزعل والحزن، وأيضا تجيد هذه الآلة وصف المناظر الطبيعية. تتنوع أساليب العزف على آلة قوتشين مثل العزف المنفرد، والعزف الجماعي مع المزمار الصيني الخيزراني العمودي أي آلة شياو، والعزف المصاحب للأغاني القديمة. وحوالي نصف عدد من المقطوعات المعزوفة على آلة قو تشين الموجودة الآن مقطوعات مصاحبة للأغاني الصينية القديمة.

## معرض صور

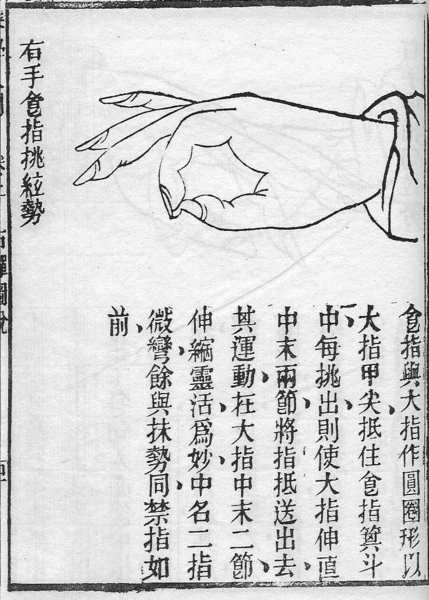
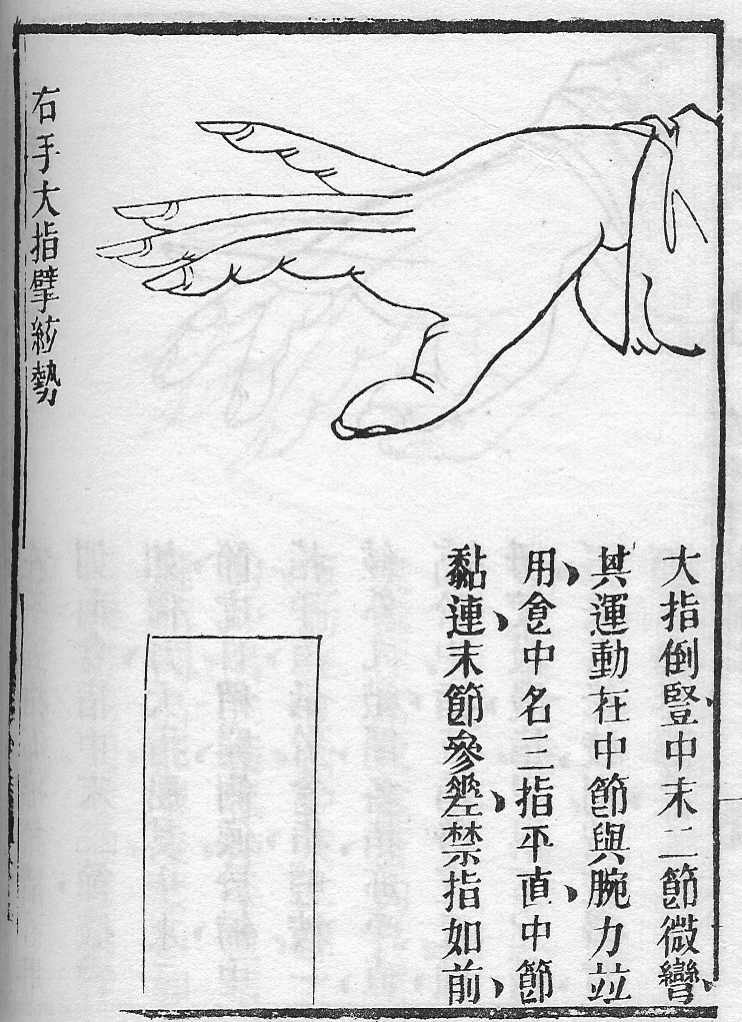
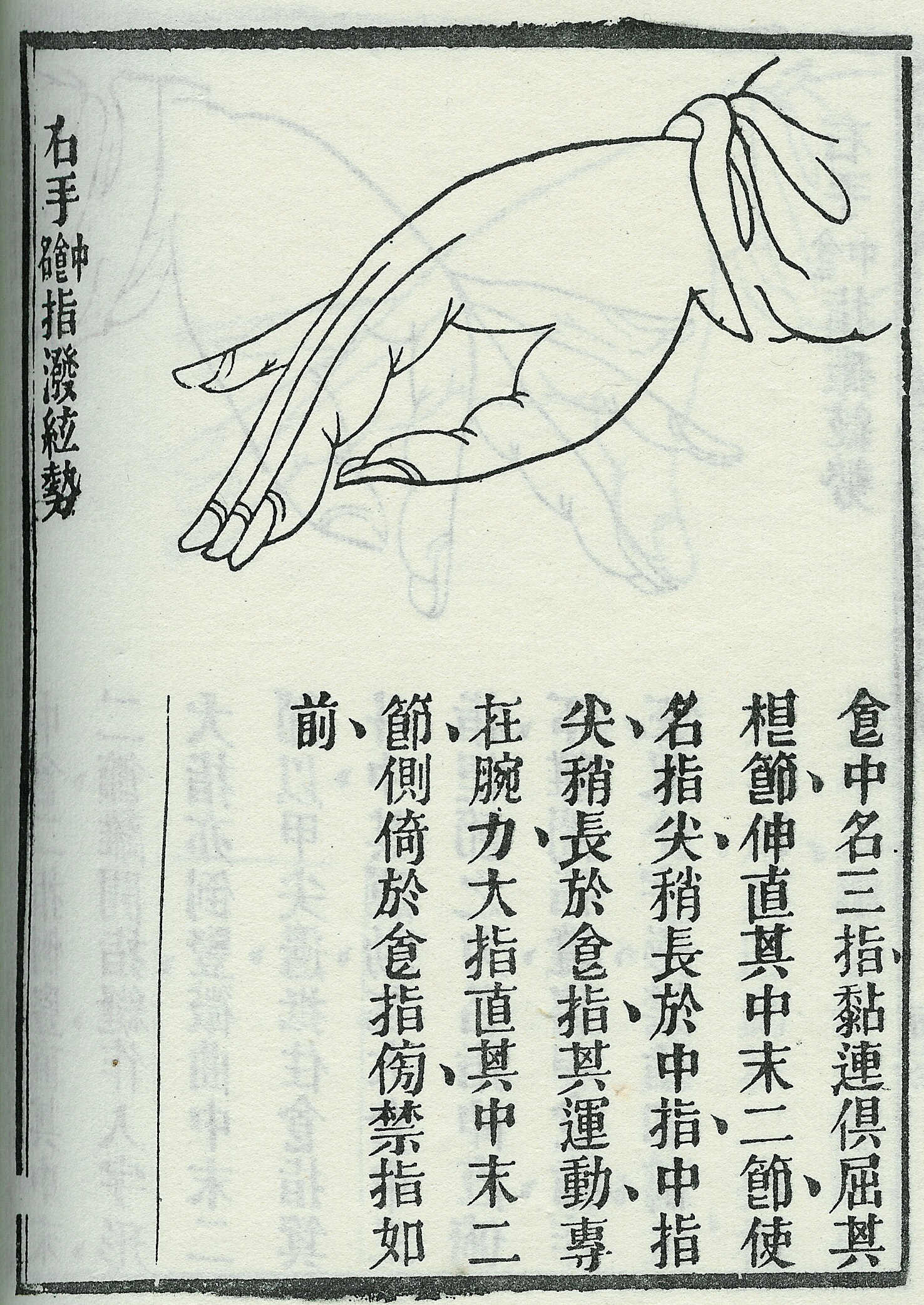
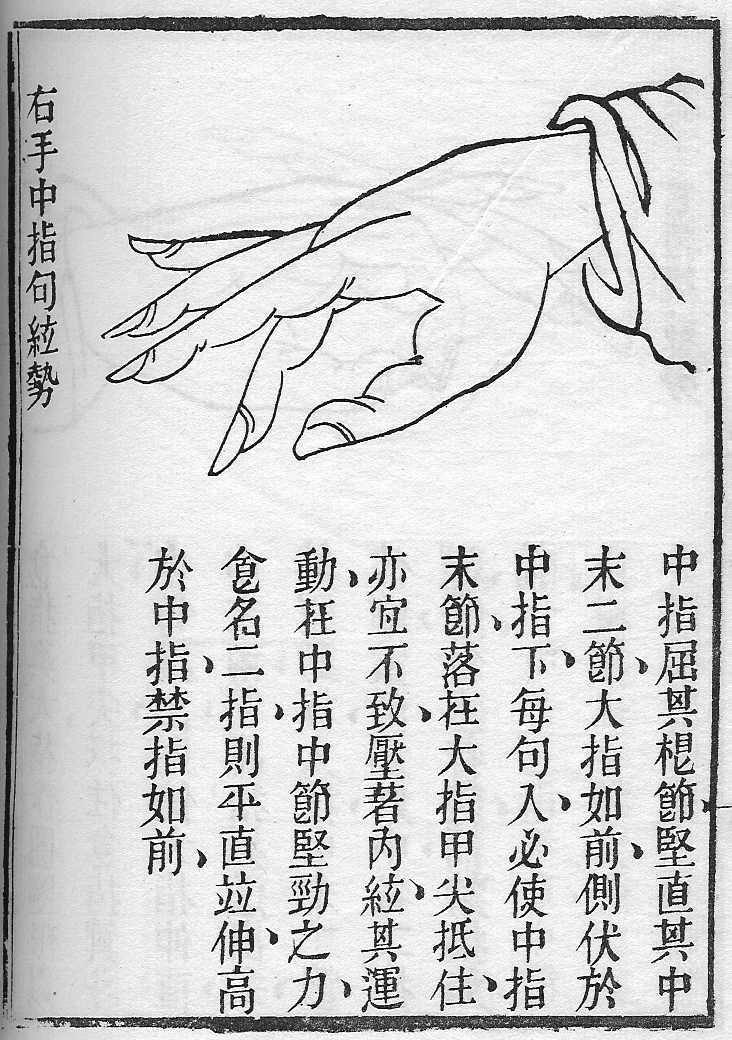